# Crisson Gold Mine
Die Crisson Gold Mine ist ein Goldbergwerk im Lumpkin County des amerikanischen Bundesstaats Georgia. Die Goldmine liegt etwa 4 km nordöstlich der Stadt Dahlonega am U.S. Highway 19.
1969 wurde die Crisson Gold Mine als erstes Goldbergwerk Georgias der Öffentlichkeit zugänglich; seit 1982 wird die Mine ausschließlich als Schaubergwerk betrieben.

## Geschichte
Während des ersten Goldrausches in Georgia wurde Gold verschiedener Lagerstätten rund um Dahlonega vorwiegend durch Goldwaschen und Goldseifenbergbau gewonnen. Ab 1847 wurden in der Crisson Gold Mine, wie auch in anderen Lagerstätten im Lumpkin County, goldhaltige Erze im Untertagebau abgebaut. Später ermöglichte der technische Fortschritt die verschiedenen Goldadern im Tagebau zu fördern. Die Crisson Mine war damals die produktivste im Umkreis von Dahlonega. Die Minenleitung war über vier Generationen hinweg in der Hand der Familie Crisson, die das Unternehmen bis 1982 als Wirtschaftsunternehmen des Goldabbaus führte, seither als touristische Attraktion.
Das Gold aus der Crisson Mine zeichnete sich durch einen sehr hohen Reinheitsgrad von 98,7 % aus (23 Karat). Es wurde unter anderem zur Vergoldung der Kuppel des Georgia State Capitol in Atlanta verwendet.
Seit die Crisson Mine 1969 als erstes Besucherbergwerk Georgias für Touristen ihr Gelände öffnete, ist das Bergbauareal ganzjährig für Touristen geöffnet. Neben einer Reihe alter historischer Gerätschaften zum Goldschürfen kann ein aus dem 19. Jahrhundert stammendes, noch funktionstüchtiges Pochwerk besichtigt werden, das zur Zerkleinerung des goldhaltigen Gesteins diente.